# Чемпионат СССР по современному пятиборью 1988
XXXVI Чемпионат СССР по современному пятиборью среди мужчин проходил в Ленинграде с 11 по 15 июня 1988 года. Этот чемпионат являлся главным стартом спортивного года, по результатам которого была сформирована команда для участия в Олимпийских играх 1988 года в Сеуле (Корея). Многолетний лидер наших пятиборцев Анатолий Старостин не смог выступить на чемпионате из-за дисквалификации. Сборная «Динамо» в составе москвичей С. Бирюкова и Н. Королёва, тбилисца Р. Шамояна в те же сроки выступала на международных соревнованиях в Будапеште и заняла второе место.
Награды разыгрывались только в личном первенстве.

## Мужчины. Личное первенство
| Дисциплина        | Золото                                                                 | Серебро                                              | Бронза                                        |
| Личное первенство | Вахтанг Ягорашвили · Грузинская ССР · Тбилиси, Вооруженные Силы · 5647 | Анатолий Авдеев · Московская область · Динамо · 5510 | Герман Юферов Ленинград Вооруженные Силы 5461 |

## Командный Чемпионат СССР
Командный чемпионат проводился в городе Кишинёв Молдавской ССР 24—29 сентября 1988 года.
| Дисциплина           | Золото                                                                                  | Серебро                                                                                           | Бронза                                                                                      |
| Командное первенство | Динамо · Украинская ССР · Игорь Панин (Киев) · Игорь Удод (Львов) · Олег Плаксин (Киев) | Вооруженные Силы · Латвийская ССР, Рига · Г. Асперс · Станислав Добротворский · Андрис Фельдманис | Вооруженные Силы · Белорусская ССР, Минск · О. Нырцов · Игорь Дреманович · Дмитрий Скалозуб |